# Genco Trade
Genco Trade este o companie importatoare și distribuitoare de electronice și electrocasnice din România.
Compania deține franciza pentru România a magazinelor de articole sportive Intersport.
De asemenea este distribuitor exclusiv pentru gama de produse electrice și electrocasnice a companiilor Samsung, Mitsubishi, DeLonghi-Climaveneta și brandul propriu, Fourlis.
Genco Trade face parte din grupul elen Fourlis.
Cifra de afaceri:
- 2007: 110 milioane euro[2]
- 2006: 48 milioane euro[1]